# Anisodactylus darlingtoni
Anisodactylus darlingtoni är en skalbaggsart som beskrevs av Brice P. Noonan. Anisodactylus darlingtoni ingår i släktet Anisodactylus och familjen jordlöpare. Inga underarter finns listade i Catalogue of Life.